# Franco del Principado de Lucca y Piombino

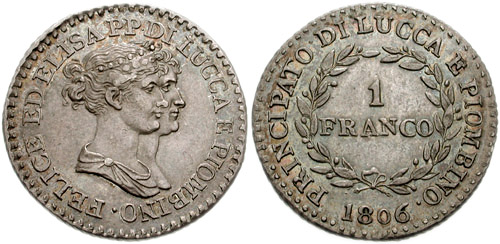
Moneda de un franco.

El franco era la moneda utilizada en el Principado de Lucca y Piombino. Poseía paridad con el franco francés, moneda que circuló a la par, y se dividía en 100 centesimi. En 1808 la lira italiana del Reino de Italia de Napoleón sustituyó al franco a la par.

## Monedas
Se emitieron monedas de uno y cinco francos en plata, acuñadas en el año 1805, y también monedas de cobre de tres y cinco centesimi, producidas durante el año 1806.